# Almagato
Se conoce por almagato  a un compuesto a base de aluminio y magnesio utilizado en farmacología como antiácido, para neutralizar la sintomatología producida por el exceso de ácido gástrico o su presencia en esófago.

## Farmacodinámica
El almagato es un fármaco con capacidad neutralizadora del ácido clorhídrico e inhibidora de la pepsina activa. Además posee capacidad absorbente y neutralizante de los ácidos biliares.

### Interacciones
| Fármacos que interaccionan con almagato. | |
| Fármaco. | Resultados de la interacción.                                                                                                   |
| Antiinflamatorios no esteroídicos Antiulcerosos (cimetidina, famotidina, ranitidina), Digitálicos (digoxina, digitoxina), Clorpromazina, Lansoprazol, Prednisona | Disminución de la absorción. |
| Gabapentina y ketoconazol | Disminución en la absorción debida a variaciones en el pH gastrointestinal.                                                     |
| Penicilamina, Quinolonas (ciprofloxacino), Tetraciclinas (clortetraciclina, demeclociclina, doxiciclina), Sales de hierro (sulfato de hierro)                    | Disminución de la absorción por la formación de complejos poco solubles (se recomienda espaciar la administración 2 o 3 horas). |
| Quinidina | Potenciación de su toxicidad por disminución de su excreción debido a la alcalinización de la orina.                            |
| Ácido acetilsalicílico | Mayor excreción debida a la alcalinización de la orina.                                                                         |

La ingestión de almagato debe hacerse al menos 2 horas después de la administración de cualquier otro medicamento.

## Uso clínico

### Indicaciones
- Gastritis
- Dispepsia
- Hiperclorhidrias
- Úlcera duodenal
- Úlcera gástrica
- Esofagitis
- Hernia de hiato

### Efectos Adversos
Ocasionalmente se han comunicado diarreas.

### Contraindicaciones
- Hipersensibilidad al almagato o a cualquiera de los componentes de la presentación comercial.
- Pacientes con enfermedad de Alzheimer.
- Presencia de hemorragia gastrointestinal o rectal sin diagnosticar, hemorroides, edema, toxemia gravídica, diarrea.
- Insuficiencia renal: se debe utilizar con precaución en sujetos con insuficiencia renal grave, por la posible acumulación a largo plazo de los iones aluminio y magnesio en el organismo.
- Se administrará con precaución en pacientes con dieta baja en fósforo, diarrea, malabsorción o debilitados graves, ya que las sales de aluminio tienden a formar fosfatos insolubles en el intestino, disminuyendo su absorción y excretándose en las heces.
- Uso en niños: no es recomendable administrar antiácidos a niños menores de 12 años, ya que podrían enmascararse enfermedades preexistentes (por ejemplo apendicitis). En los más pequeños existe el riesgo de hipermagnesemia o toxicidad por aluminio, sobre todo si están deshidratados o tienen insuficiencia renal.
- Uso en ancianos: en estos pacientes el uso continuado de antiácidos conteniendo aluminio puede agravar alguna patología existente de huesos (osteoporosis y osteomalacia), debido a la reducción de fósforo y calcio. No se debe administrar antiácidos conteniendo aluminio a pacientes con la enfermedad de Alzheimer. Las investigaciones sugieren que el aluminio puede contribuir al desarrollo de la enfermedad ya que se ha demostrado que se concentra en la maraña de neurofibrillas del tejido cerebral.
- Uso en embarazo: se recomienda evitar el uso crónico o excesivo de almagato durante el embarazo debido al riesgo de aparición de alteraciones en el feto/recién nacido.

### Presentaciones
- Suspensión oral en frasco (1 g en 7.5 ml) y sobres (1.5 g)
- Comprimidos masticables de 0,5 g

Entre los excipientes habituales para este producto nos podemos encontrar:
- Comprimidos masticables:

Manitol (E 421)
Almidón de patata (E 1404)
Povidona (E 1201
Estearato de magnesio (E 470 B)
Glicirrinato amónico
Esencia de menta
Sacarina de calcio. (E 954
- Suspensión oral en frasco:

Agua purificada
Sorbitol al 70 % no cristalizable
Celulosa microcristalina (E 460 II)
Carmelosa de sodio
Sacarina de calcio (E 954
Esencia de menta
Clorhexidina acetato
Dimetilpolisiloxano. (E 900)